# Mozilla Composer
Mozilla Composer è un editor HTML gratuito e open source, e un modulo di creazione web della Mozilla Application Suite. È utilizzato per creare pagine web, e-mail, e documenti di testo facilmente.
Composer è una graphical user interface (GUI) WYSIWYG (What You See Is What You Get), permette la modifica delle pagine agendo direttamente sulla grafica finale. È possibile anche visualizzare, scrivere e modificare il codice sorgente HTML.
Una versione singola di Mozilla Composer proviene da un'azienda francese, Disruptive Innovations. È chiamata Nvu. Quest'ultima è stata rimpiazzata nel 2006 da KompoZer.